# Franco (nome)
Franco  è un nome proprio di persona italiano maschile.

## Varianti
- Composti: Gianfranco[5], Pierfranco[6]
- Femminili: Franca[2][3]

### Varianti in altre lingue
- Catalano: Franc[7]
- Croato: Franko[4]
- Francese: Franc, Franck[8], Frank[8]
- Inglese: Frank[4][8], Frankie[8]
- Latino: Francus[2]
- Olandese: Frank[8]
- Spagnolo: Fran, Franco[7]
- Tedesco: Frank[8]

## Origine e diffusione
In italiano (ma anche in altre lingue, come in croato e in inglese) il nome Franco può rappresentare un ipocoristico di Francesco; tuttavia, può anche risalire al nome germanico Franco, attestato anche nelle forme Francio, Franko, Francho e Frenko; esso è basato sulla radice germanica franc, di origine incerta (forse da frankon, "giavellotto", "lancia") ma assunta come etnico dai Franchi, quindi significa "appartenente al popolo dei Franchi". Dato che i Franchi, in epoca medievale, erano l'unica gente a godere dei diritti di cittadini liberi, il termine "franco" assunse il significato di "libero", che venne quindi associato anche al nome proprio fin dal IX secolo.
L'etimologia del nome è condivisa dai cognomi Franchi e Frank.

## Onomastico
L'onomastico si può festeggiare in diverse date:
- 5 giugno, san Franco, monaco eremita prima presso Lucoli e poi presso Assergi[12]
- 18 agosto, san Franco, monaco ed eremita, venerato a Francavilla al Mare[12]
- 11 dicembre, beato Franco Lippi, eremita carmelitano a Siena[12]

Si può inoltre festeggiare lo stesso giorno di Francesco, nei casi in cui rappresenta un suo derivato.

## Persone

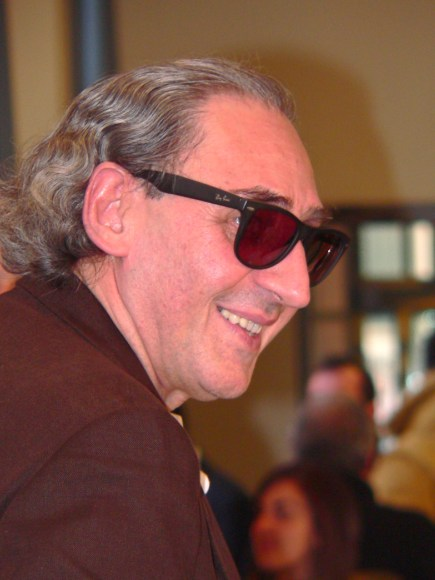
Franco Battiato

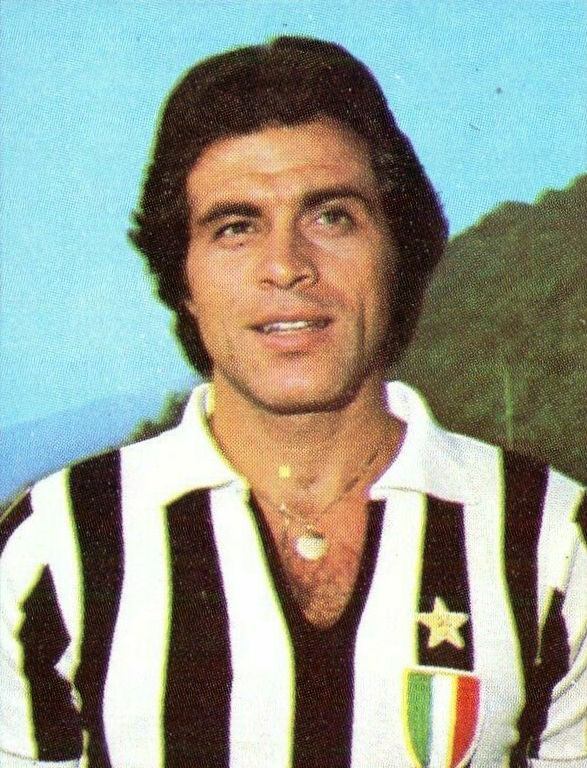
Franco Causio

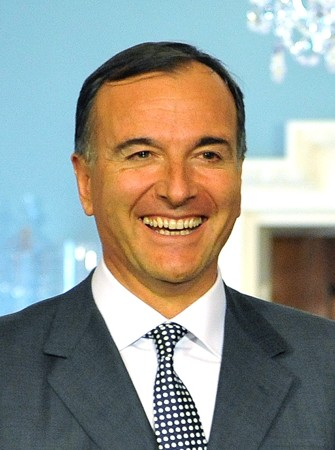
Franco Frattini

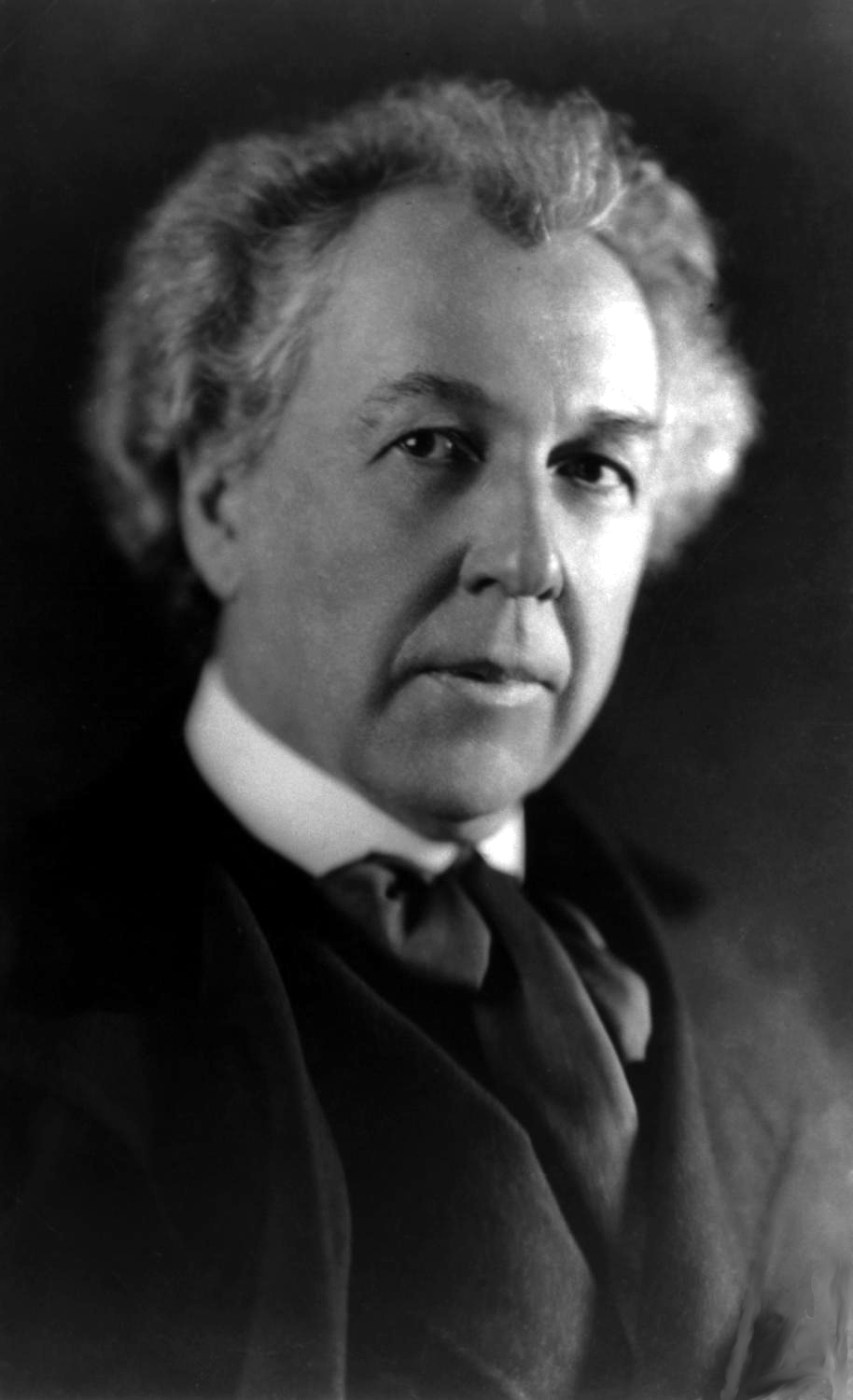
Frank Lloyd Wright

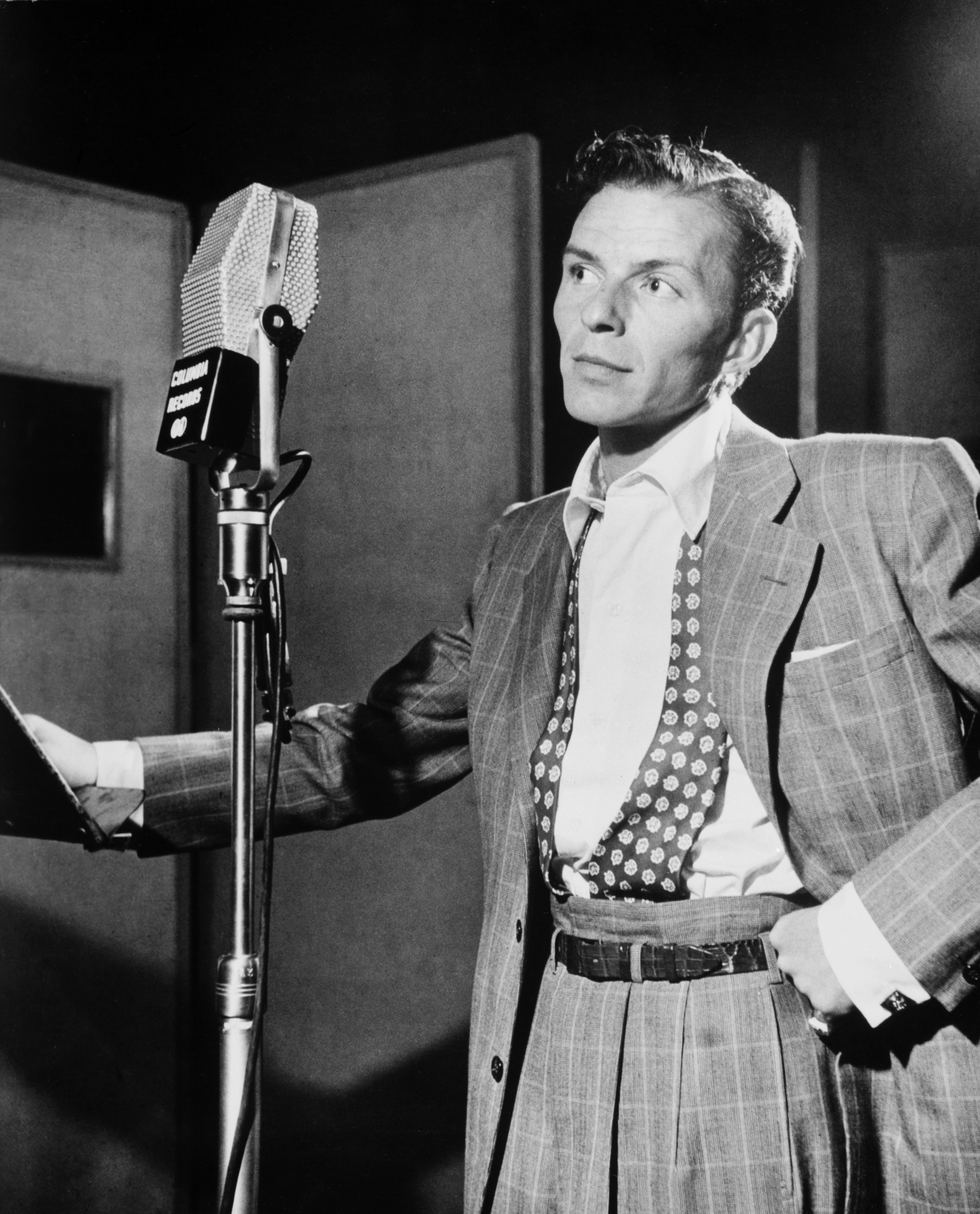
Frank Sinatra

- Franco Albini, architetto e designer italiano
- Franco Alfano, compositore italiano
- Franco Anelli, naturalista, geologo e speleologo italiano
- Franco Angioni, generale e politico italiano
- Franco Barbero, presbitero italiano
- Franco Baresi, calciatore e allenatore di calcio italiano
- Franco Basaglia, psichiatra e neurologo italiano
- Franco Battiato, cantautore, compositore e regista italiano
- Franco Bitossi, ciclista su strada e ciclocrossista italiano
- Franco Andrea Bonelli, ornitologo ed entomologo italiano
- Franco Califano, cantautore, paroliere, produttore discografico, scrittore e attore italiano
- Franco Carraro, dirigente sportivo e politico italiano
- Franco Causio, calciatore e dirigente sportivo italiano
- Franco Cerri, chitarrista italiano
- Franco Corelli, tenore italiano
- Franco Fabrizi, attore italiano
- Franco Fortini, poeta, critico letterario, saggista e intellettuale italiano
- Franco Franchi, attore, comico e cantante italiano
- Franco Frattini, politico e magistrato italiano
- Franco Grillini, politico italiano
- Franco Malerba, astronauta, militare e politico italiano
- Franco Marini, sindacalista e politico italiano
- Franco Modigliani, economista italiano
- Franco Nero, attore italiano
- Franco Cosimo Panini, editore italiano
- Franco Rasetti, fisico, paleontologo e botanico italiano
- Franco Zeffirelli, regista, sceneggiatore e politico italiano

### Variante Frank
- Frank Borzage, regista, attore e produttore cinematografico statunitense
- Frank Capra, regista, sceneggiatore e produttore cinematografico italiano naturalizzato statunitense
- Frank de Boer, calciatore e allenatore di calcio olandese
- Frank Herbert, scrittore statunitense
- Frank Iero, chitarrista e cantante statunitense
- Frank Lampard, calciatore britannico
- Frank Lloyd Wright, architetto statunitense
- Frank Miller, fumettista, sceneggiatore e regista statunitense
- Frank Sinatra, cantante, attore e conduttore televisivo statunitense
- Frank Zappa, compositore, chitarrista, cantante e arrangiatore statunitense

### Variante Franko
- Franko Andrijašević, calciatore croato
- Franko B, artista italiano
- Franko Bushati, cestista albanese naturalizzato italiano
- Franko Nakić, cestista croato naturalizzato greco

### Variante Franck
- Franck Béria, calciatore francese
- Franck Biancheri, politico francese
- Franck Guérin, regista e sceneggiatore francese
- Franck Kessié, calciatore ivoriano
- Franck Mesnel, rugbista a 15, stilista, imprenditore e musicista francese
- Franck Montagny, pilota automobilistico francese
- Franck Piccard, sciatore alpino francese
- Franck Pourcel, direttore d'orchestra, violinista, compositore e arrangiatore francese
- Franck Ribéry, calciatore francese
- Franck Thilliez, ingegnere e scrittore francese

## Il nome nelle arti
- Franchino è un personaggio del film Fantozzi subisce ancora, nel quale ha una breve relazione con la signorina Silvani.
- Franco Boschi è un personaggio della soap opera Un posto al sole.
- Frank Colombo è il nome, però mai pronunciato, del tenente protagonista della nota serie televisiva Colombo.
- Franco Maironi è il protagonista del romanzo Piccolo mondo antico di Antonio Fogazzaro.
- L'importanza di essere Franco è un titolo italiano occasionalmente usato per la commedia di Oscar Wilde L'importanza di chiamarsi Ernesto.
- Frank Jaeger è il vero nome di Gray Fox, un personaggio della serie di videogiochi Metal Gear.
- Frank Castle è un personaggio dei fumetti The Punisher.
- Frank è un personaggio della serie animata Hazbin Hotel.